# Certonotus rufus
Certonotus rufus là một loài tò vò trong họ Ichneumonidae.